# Oussières
Oussières ist eine französische Gemeinde im Département Jura in der Region Bourgogne-Franche-Comté. Sie gehört zum Arrondissement Dole und zum Kanton Bletterans. Die Bewohner nennen sich Oussièrois oder Oussièroises.
Oussières grenzt im Norden an Mont-sous-Vaudrey, im Osten an Aumont, im Süden an Neuvilley, im Südwesten an Colonne und im Westen an Villers-les-Bois.

## Bevölkerungsentwicklung
| Jahr                       | 1962 | 1968 | 1975 | 1982 | 1990 | 1999 | 2006 | 2017 |
| -------------------------- | ---- | ---- | ---- | ---- | ---- | ---- | ---- | ---- |
| Einwohner                  | 254  | 238  | 226  | 235  | 246  | 222  | 215  | 233  |
| Quellen: Cassini und INSEE |      |      |      |      |      |      |      |      |

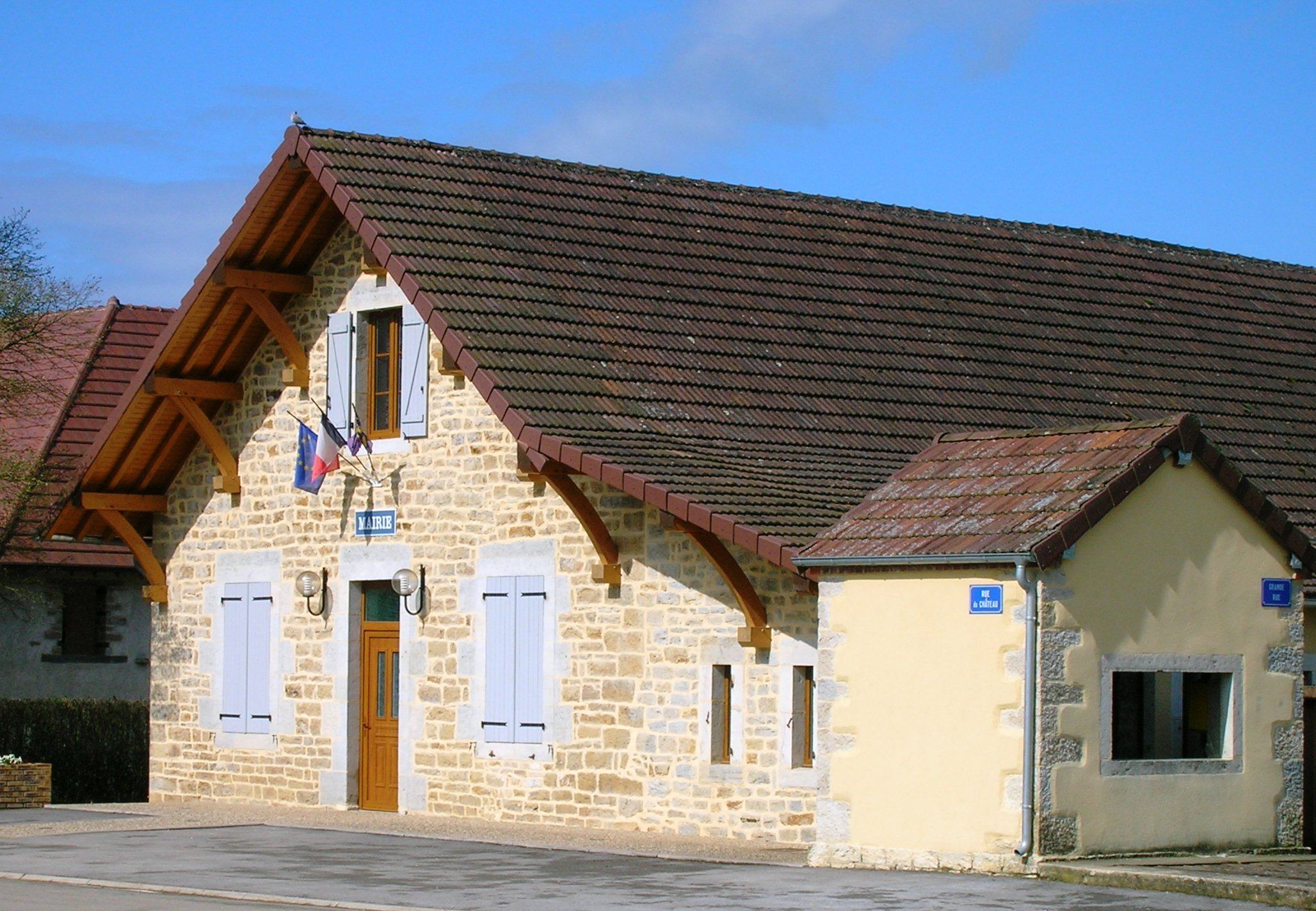
Mairie Oussières
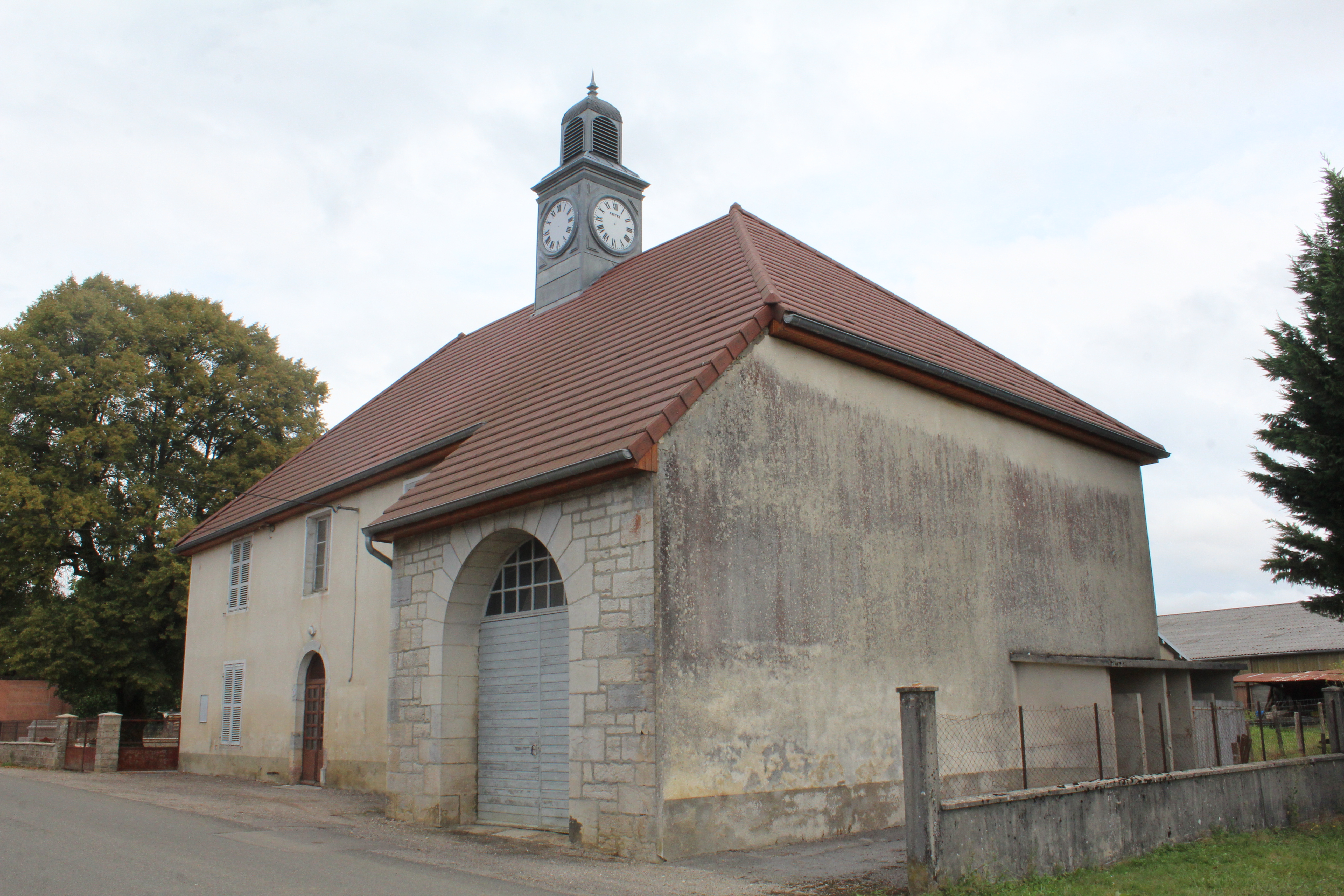
Ehemalige Mairie